# Chaintré
Chaintré est une commune française située dans le département de Saône-et-Loire, en région Bourgogne-Franche-Comté.

## Géographie
Village viticole du Mâconnais.

### Communes limitrophes
Les communes limitrophes sont  Chânes, Crêches-sur-Saône, Fuissé, Leynes, Varennes-lès-Mâcon et Vinzelles.

### Climat
Pour des articles plus généraux, voir Climat de la Bourgogne-Franche-Comté et Climat de Saône-et-Loire.
En 2010, le climat de la commune est de type climat océanique altéré, selon une étude du Centre national de la recherche scientifique s'appuyant sur une série de données couvrant la période 1971-2000. En 2020, Météo-France publie une typologie des climats de la France métropolitaine dans laquelle la commune est dans une zone de transition entre le climat semi-continental et le climat de montagne et est dans la région climatique Bourgogne, vallée de la Saône, caractérisée par un bon ensoleillement (1 900 h/an), un été chaud (18,5 °C), un air sec au printemps et en été et des vents faibles.
Pour la période 1971-2000, la température annuelle moyenne est de 11,5 °C, avec une amplitude thermique annuelle de 18,1 °C. Le cumul annuel moyen de précipitations est de 854 mm, avec 10,3 jours de précipitations en janvier et 7,1 jours en juillet. Pour la période 1991-2020, la température moyenne annuelle observée sur la station météorologique de Météo-France la plus proche, « Mâcon », sur la commune de Charnay-lès-Mâcon à 6 km à vol d'oiseau, est de 12,3 °C et le cumul annuel moyen de précipitations est de 833,7 mm. 
La température maximale relevée sur cette station est de 39,8 °C, atteinte le 13 août 2003 ; la température minimale est de −21,4 °C, atteinte le 15 février 1956,,.
Les paramètres climatiques de la commune ont été estimés pour le milieu du siècle (2041-2070) selon différents scénarios d'émission de gaz à effet de serre à partir des nouvelles projections climatiques de référence DRIAS-2020. Ils sont consultables sur un site dédié publié par Météo-France en novembre 2022.

## Urbanisme

### Typologie
Au 1er janvier 2024, Chaintré est catégorisée commune rurale à habitat dispersé, selon la nouvelle grille communale de densité à sept niveaux définie par l'Insee en 2022.
Elle appartient à l'unité urbaine de Mâcon, une agglomération inter-régionale regroupant 16  communes, dont elle est une commune de la banlieue,,. Par ailleurs la commune fait partie de l'aire d'attraction de Mâcon, dont elle est une commune de la couronne,. Cette aire, qui regroupe 105 communes, est catégorisée dans les aires de 50 000 à moins de 200 000 habitants,.

### Occupation des sols
L'occupation des sols de la commune, telle qu'elle ressort de la base de données européenne d’occupation biophysique des sols Corine Land Cover (CLC), est marquée par l'importance des territoires agricoles (69,1 % en 2018), en diminution par rapport à 1990 (78,3 %). La répartition détaillée en 2018 est la suivante : cultures permanentes (53,7 %), zones urbanisées (25,2 %), prairies (9,1 %), zones industrielles ou commerciales et réseaux de communication (5,7 %), terres arables (5,5 %), zones agricoles hétérogènes (0,8 %). L'évolution de l’occupation des sols de la commune et de ses infrastructures peut être observée sur les différentes représentations cartographiques du territoire : la carte de Cassini (XVIIIe siècle), la carte d'état-major (1820-1866) et les cartes ou photos aériennes de l'IGN pour la période actuelle (1950 à aujourd'hui).

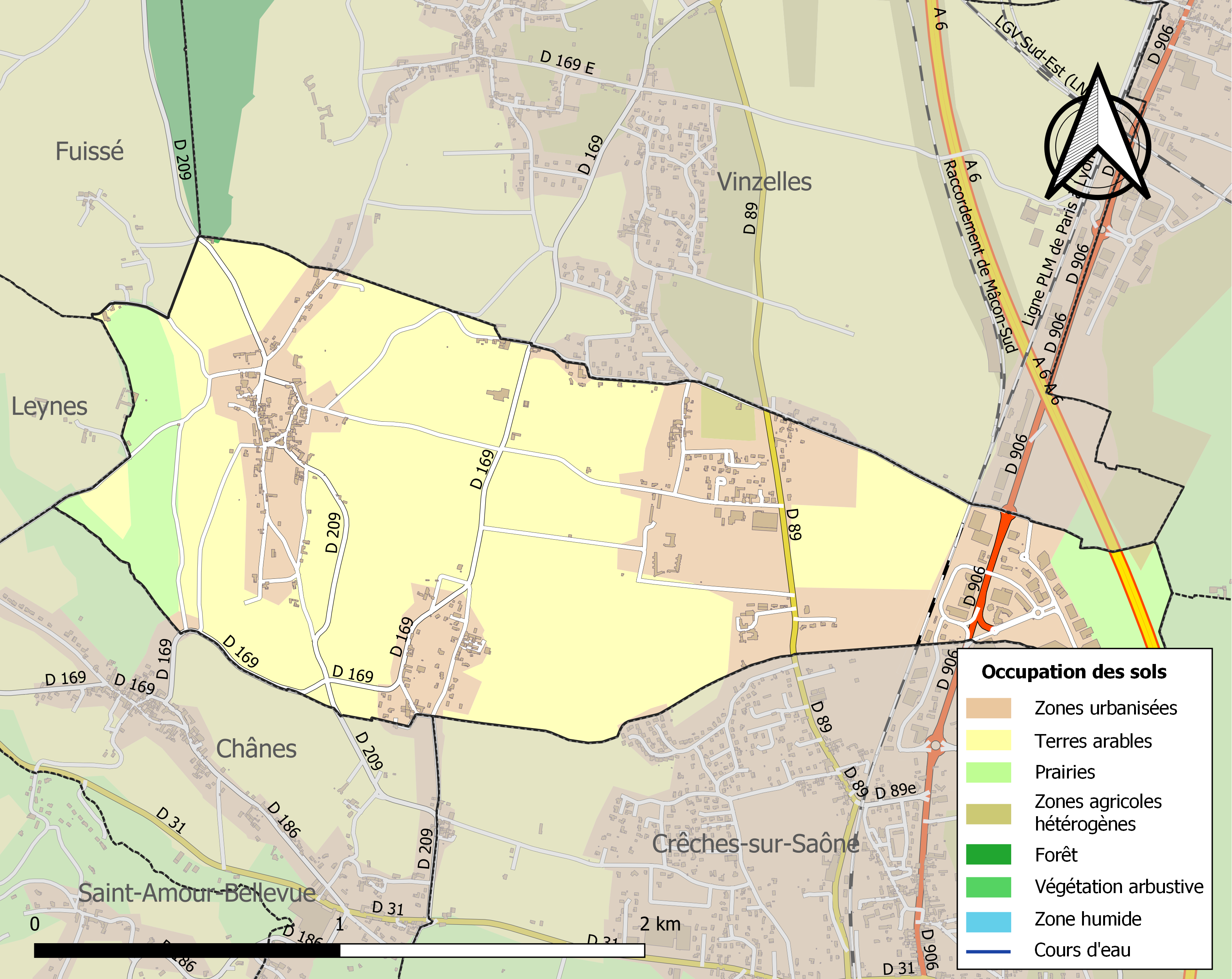
Carte des infrastructures et de l'occupation des sols de la commune en 2018 (CLC).

## Politique et administration
| Période                                  | Période  | Identité              | Étiquette | Qualité |
| ---------------------------------------- | -------- | --------------------- | --------- | ------- |
| juin 1995                                | en cours | Jean-François Cognard |           |         |
| Les données manquantes sont à compléter. |          |                       |           |         |

## Équipements et services publics

### Justice, sécurité, secours et défense

#### Sécurité
Chaintré relève de la brigade de gendarmerie de La Chapelle-de-Guinchay.

#### Vidéosurveillance
Fin 2023, la commune de Chaintré s'est équipée de caméras de vidéosurveillance.

## Population et société

### Démographie
L'évolution du nombre d'habitants est connue à travers les recensements de la population effectués dans la commune depuis 1793. Pour les communes de moins de 10 000 habitants, une enquête de recensement portant sur toute la population est réalisée tous les cinq ans, les populations de référence des années intermédiaires étant quant à elles estimées par interpolation ou extrapolation. Pour la commune, le premier recensement exhaustif entrant dans le cadre du nouveau dispositif a été réalisé en 2005.

En 2022, la commune comptait 564 habitants, en évolution de −1,4 % par rapport à 2016 (Saône-et-Loire : −1,06 %, France hors Mayotte : +2,11 %).
| 1793 | 1800 | 1806 | 1821 | 1831 | 1836 | 1841 | 1846 | 1851 |
| ---- | ---- | ---- | ---- | ---- | ---- | ---- | ---- | ---- |
| 495  | 439  | 585  | 586  | 614  | 565  | 569  | 602  | 574  |

| 1856 | 1861 | 1866 | 1872 | 1876 | 1881 | 1886 | 1891 | 1896 |
| ---- | ---- | ---- | ---- | ---- | ---- | ---- | ---- | ---- |
| 536  | 501  | 521  | 502  | 503  | 466  | 455  | 421  | 415  |

| 1901 | 1906 | 1911 | 1921 | 1926 | 1931 | 1936 | 1946 | 1954 |
| ---- | ---- | ---- | ---- | ---- | ---- | ---- | ---- | ---- |
| 459  | 429  | 417  | 320  | 326  | 310  | 300  | 357  | 392  |

| 1962 | 1968 | 1975 | 1982 | 1990 | 1999 | 2005 | 2006 | 2010 |
| ---- | ---- | ---- | ---- | ---- | ---- | ---- | ---- | ---- |
| 396  | 398  | 352  | 372  | 503  | 503  | 519  | 519  | 531  |

| 2015 | 2020 | 2022 | - | - | - | - | - | - |
| ---- | ---- | ---- | - | - | - | - | - | - |
| 563  | 557  | 564  | - | - | - | - | - | - |

### Cultes
Chaintré appartient à l'une des sept paroisses composant le doyenné de Mâcon (doyenné relevant du diocèse d'Autun) : la paroisse Notre-Dame-des-Vignes en Sud-Mâconnais, paroisse qui a son siège à La Chapelle-de-Guinchay et qui regroupe quatorze villages du Mâconnais.

Les vignobles du Mâconnais.

## Économie

### Vignoble
Village viticole du vignoble du Mâconnais, de nombreuses caves particulières et la cave coopérative produisent des vins en appellations Pouilly-Fuissé, Mâcon, Mâcon village et Mâcon Chaintré. Pour cette dernière, il s'agit des vins d'appellation Mâcon Village produits sur la commune, et une partie des communes voisines de Chânes et Crèches-sur-Saône.
La commune est également sur les aires d'appellations Bourgogne et Crémant de Bourgogne.
Les vins sont pour majeure partie des vins blancs tranquilles, issus du cépage chardonnay. Sont produits également des rosés et rouges à partir du cépage gamay uniquement.
La cave coopérative de Chaintré, fondée en 1928 et dont les vignerons-coopérateurs cultivent plus de 200 hectares de vignes, est de nos jours spécialisée dans une dizaine d’appellations dont la principale est la prestigieuse AOC de Pouilly-fuissé.

## Culture locale et patrimoine

### Lieux et monuments
- L'église Notre-Dame de l'Assomption, dans laquelle, contre le mur aveugle du chœur, est visible une peinture murale réalisée en 1957 par l'artiste Michel Bouillot. Le projet pictural initial était plus ambitieux, et seul le motif central a été exécuté[24].
- À la sortie du village, à gauche de la route conduisant à Fuissé : calvaire portant la date de 1826 et sorti de l'atelier du tailleur de pierre Jean Bare de Chaintré[25].
- Château de Chaintré

### Héraldique
Blasonnement : De gueules à la barre engrêlée d'argent.

## Pour approfondir